# となりの801ちゃん〜腐女子的高校生活〜
『となりの801ちゃん〜腐女子的♥高校生活〜』（となりのやおいちゃん ふじょしてきこうこうせいかつ）は、原案：小島アジコ、作画：仁による日本の漫画作品。『別冊フレンド』（講談社） にて2008年3月号から2009年3月号まで連載された。単行本は全3巻。
小島の『となりの801ちゃん』をコミカライズしたものではあるが、話の関連性はなく、801ちゃんのキャラクターが共通するのみのスピンオフ作品となっている。

## あらすじ
ヲタク道を突き進む、腐女子中学生星野れい。三次元に興味を持っていなかったが、とある雨の日に出会った高校生赤井彗に一目惚れ。同じ高校に行ってその想いを伝えるべく、幼馴染の神湯正太郎を巻き込んでの受験勉強、そして可愛くなるためのダイエットを敢行する。努力の甲斐が実り、見事志望校に合格したが、腹黒女子高生黒月ルナにより、学校生活が波乱に満ちたものになっていく。

## 登場人物
星野 れい（ほしの れい）
主人公。彗に憧れ慈温学園に入学する。極度のおたくで腐女子な女の子。趣味の範囲は広く、ガンダムから少年向けライトノベル、世代的に普通知らない昔のアニメまでカバーしている。高校1年時で、すでに同人歴3年のつわもの。努力によって学校で評判になるほどの、擬態を手に入れた。
赤井 彗（あかい すい）
主人公の想い人。れいが変身するきっかけを作った。学校に多くのファンを持つ美形だが、数多の不可解な趣味を持つ。極めて特殊な審美眼を持ち、また重度の味音痴である。
神湯 正太郎（かみゆ しょうたろう）
主人公の幼馴染兼、めがね要員。幼馴染がれいだったせいか、行動・思考ともに一般人だが、れいのネタに的確に突っ込みを入れられるほどオタク知識は豊富。また、れいの面倒を見つつも、難関校と名高い慈恩学園に入学したことから、秀才であると推測される。ルナの正体を知る唯一の人物である。
黒月 ルナ（くろつき ルナ）
自称、主人公のライバル。美少女でアホ毛持ち、さらに腹黒。自分自身をすべての男を統べる者と豪語する自信家でもある。今まで数々の男を手玉に取って来たが、彗は落とせていない。れいに様々な嫌がらせをするものの、れいの鈍さによって悲惨な目に遭っている。
人生の先輩
星野れいの腐女子世界における先輩。本名、年齢ともに不明。男が男を好きになる催眠術を習得していたり、奈良カッターを持っていたりする。同人のネタにするために、色んなものを集めているようだ。

## 単行本
1. 2008年3月13日発売　ISBN 9784063754568
2. 2008年7月17日発売　ISBN 9784063755190
3. 2009年4月13日発売 ISBN 9784063756883